# Simanosor (Naga Juang)
Simanosor is een bestuurslaag in het regentschap Mandailing Natal van de provincie Noord-Sumatra, Indonesië. Simanosor telt 499 inwoners (volkstelling 2010).